# Grokster
Grokster Ltd es una empresa privada dedicada al desarrollo de software con sede en Nevis, Indias Occidentales. En 2001 creó Grokster P2P, plataforma para compartir archivos de clientes que utilizó el protocolo FastTrack. Grokster Ltd fue demandada por MGM Studios. El tribunal falló en contra de Grokster, forzando a esta empresa a cesar sus operaciones. El producto fue similar en aspecto y estilo de Kazaa, comercializado por Sharman Networks.
Se ha estimado que el 90% de los archivos compartidos en Grokster se descargaron ilegalmente. Ya sea que tales descargas han afectado sustancialmente a las ventas al por menor de música, vídeos y otras obras protegidas por derechos de autor y las leyes de propiedad intelectual es una cuestión de debate, en el cual afirmaron que Grokster no viola ninguna ley de derechos de autor porque no pasa a través de archivos de sus ordenadores. Se asignan determinados ordenadores como usuario "root supernodes" que actúan como centros de música para su empresa. Por lo tanto, no eran responsables del control de cualquier descarga de archivos.